# Anna Rosina de Gasc

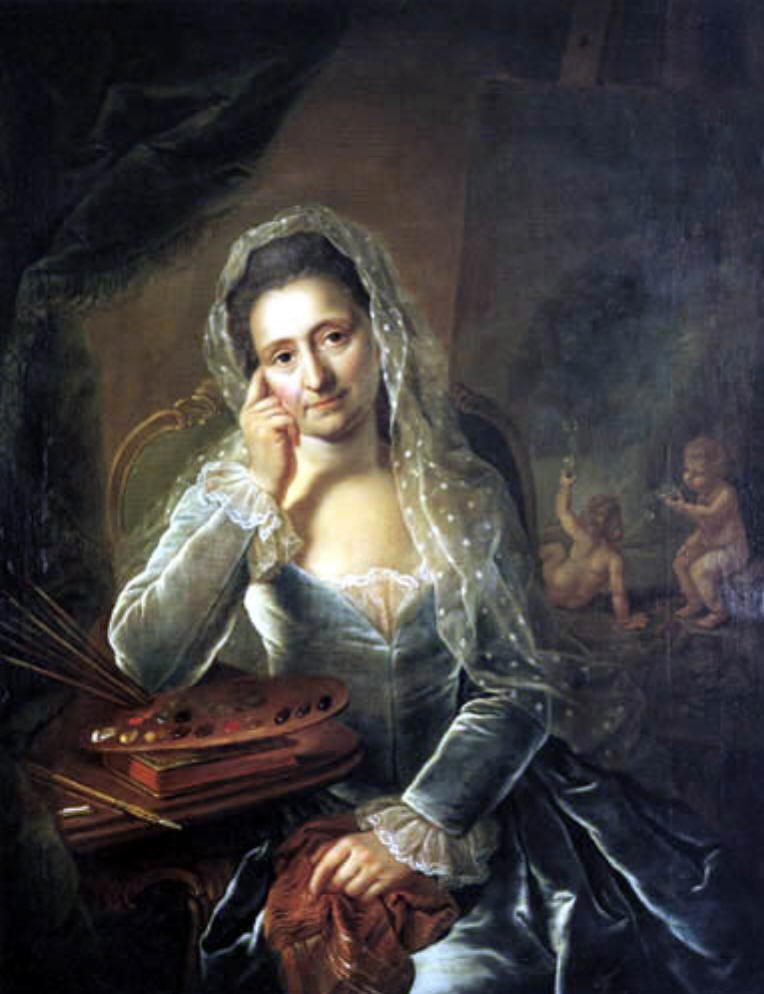
Selbstporträt von Rosina de Gasc, 1767

Barbara Rosina de Gasc, irrtümlich in der Literatur oft Anna Rosina de Gasc, geborene Lisiewska, verwitwete Matthieu (* 10. Juli 1713 in Berlin; † 26. März 1783 in Dresden) war eine deutsche Porträtmalerin.

## Leben

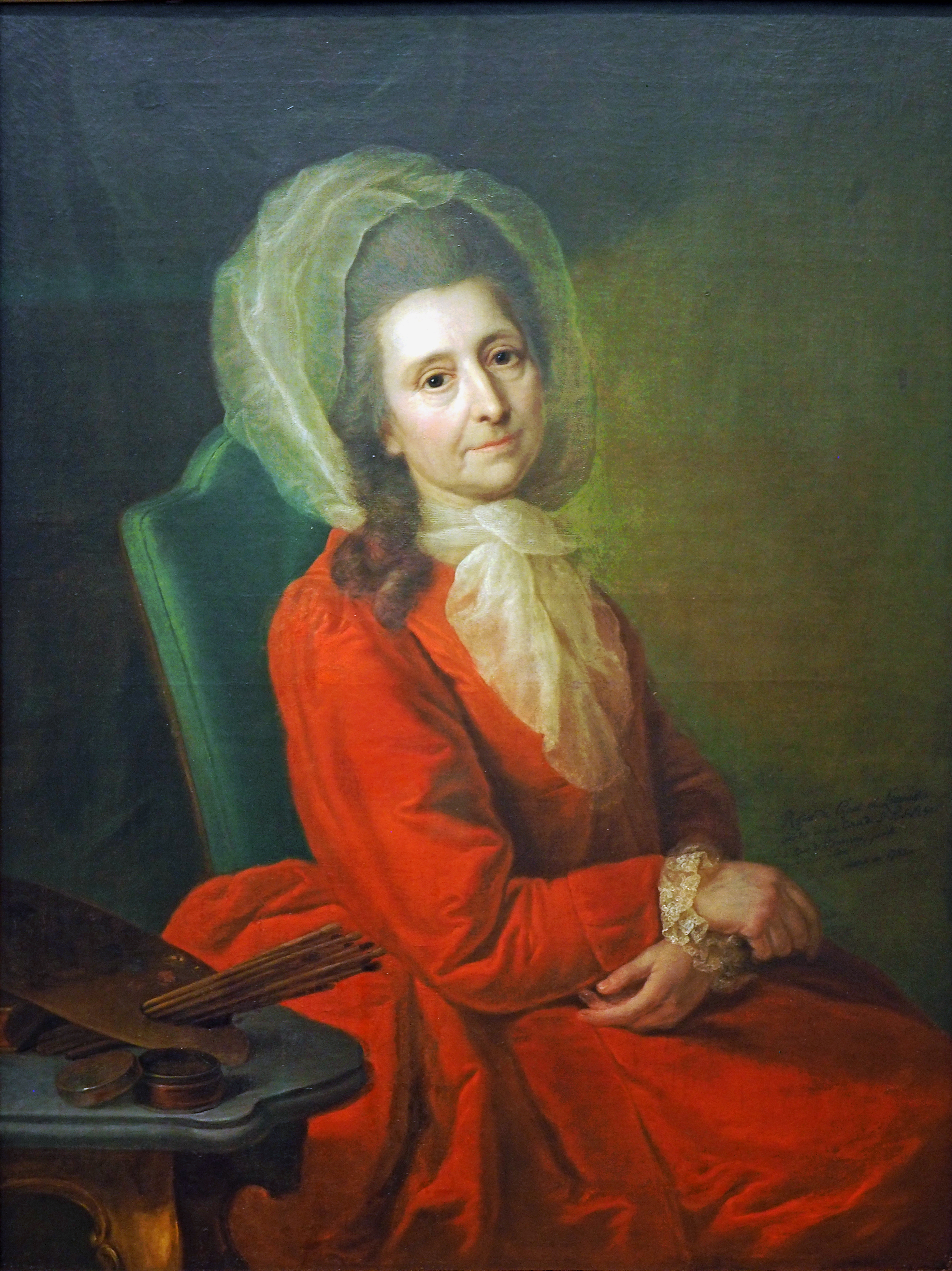
Selbstporträt von 1782

Barbara Rosina war das dritte Kind der von dem polnischen Maler Georg Lisiewski in Berlin begründeten Künstlerfamilie. Ihr Vater unterrichtete sie zusammen mit ihrer jüngeren Schwester Anna Dorothea sowie dem Bruder Christoph Friedrich in der Malerei. Später studierte sie beim Maler Antoine Pesne und erlernte dessen Malstil.
In erster Ehe heiratete Barbara Rosina Lisiewska 1741 den preußischen Hofmaler David Matthieu (1697–1756) und wurde somit die Stiefmutter von Georg David Matthieu, dem 1737 geborenen Sohn Matthieus und ihrer 1740 verstorbenen Schwester Dorothea Elisabeth. Mit David Matthieu hatte sie die Kinder Rosina Cristiana (1748–1795) und Heinrich Friedrich Leopold (1751–1778). Alle drei Kinder bildete sie in der Malerei aus. Im Jahr 1757 rief sie der Fürst Friedrich August als Hofmalerin nach Zerbst, wo Rosina eine Schönheitengalerie von vierzig Damen des Hofes porträtierte. Nach Matthieus Tod heiratete sie 1760 in zweiter Ehe Ludwig de Gasc (1718–1793), Assessor am Französischen Obergericht in Berlin, später Professor für französische Sprache und Literatur am Collegium Carolinum in Braunschweig, und Freund Gotthold Ephraim Lessings.
Im Jahr 1764 ging sie an den herzoglichen Hof in Braunschweig, wo sie durch die Herzogin Philippine Charlotte von Braunschweig eine großzügige Förderung erfuhr. In den Jahren 1766 bis 1767 lebte sie mit ihrem Sohn Leopold in Den Haag, der die Künste studierte, während sie begann, sich der Historienmalerei zuzuwenden. Ihre letzten Lebensjahre waren überschattet vom Tod der beiden Söhne und den schweren Erkrankungen der Tochter und des Gatten.

## Ehrungen
- 1757 Hofmalerin der Fürsten von Anhalt-Zerbst
- 1769 Ehrenmitglied der Dresdner Kunstakademie
- 1777 Hofmalerin der Herzöge von Braunschweig

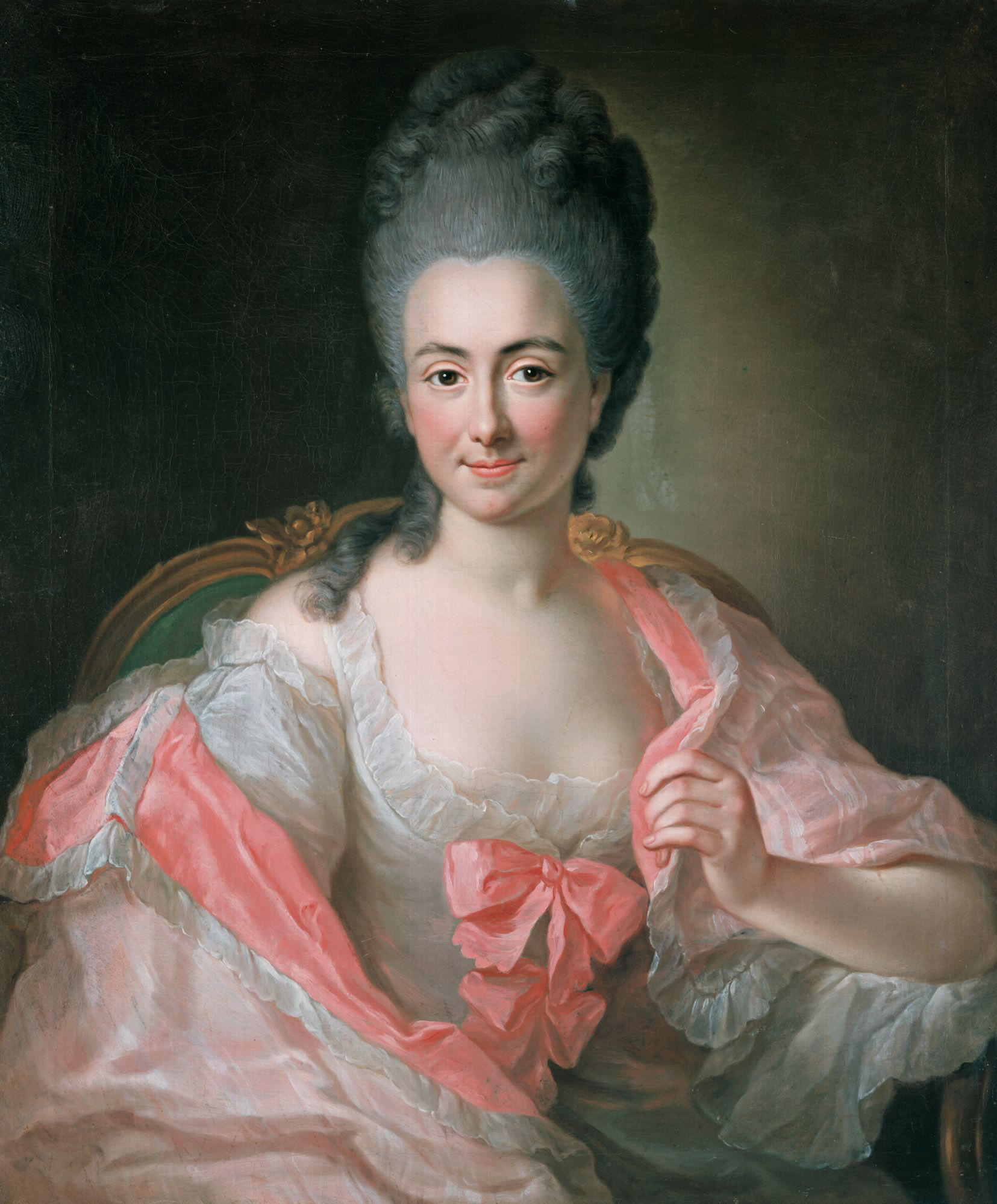
Porträt von Maria Antonia von Branconi
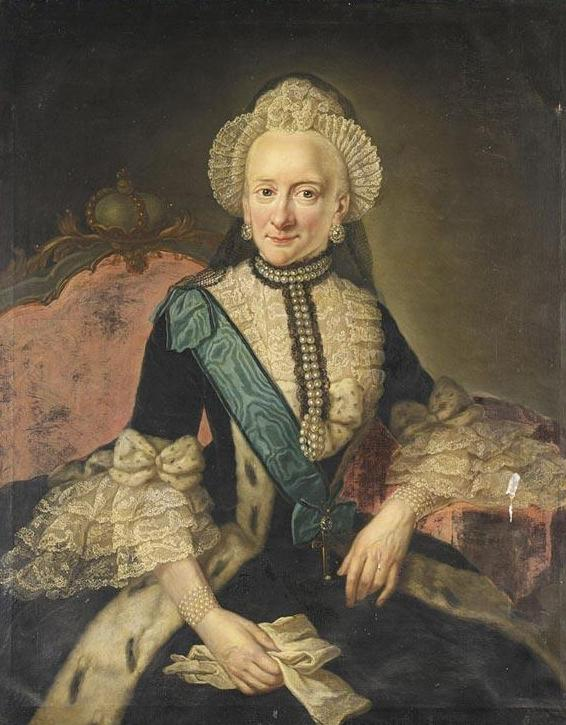
Porträt der Fürstäbtissin Therese von Braunschweig-Wolfenbüttel
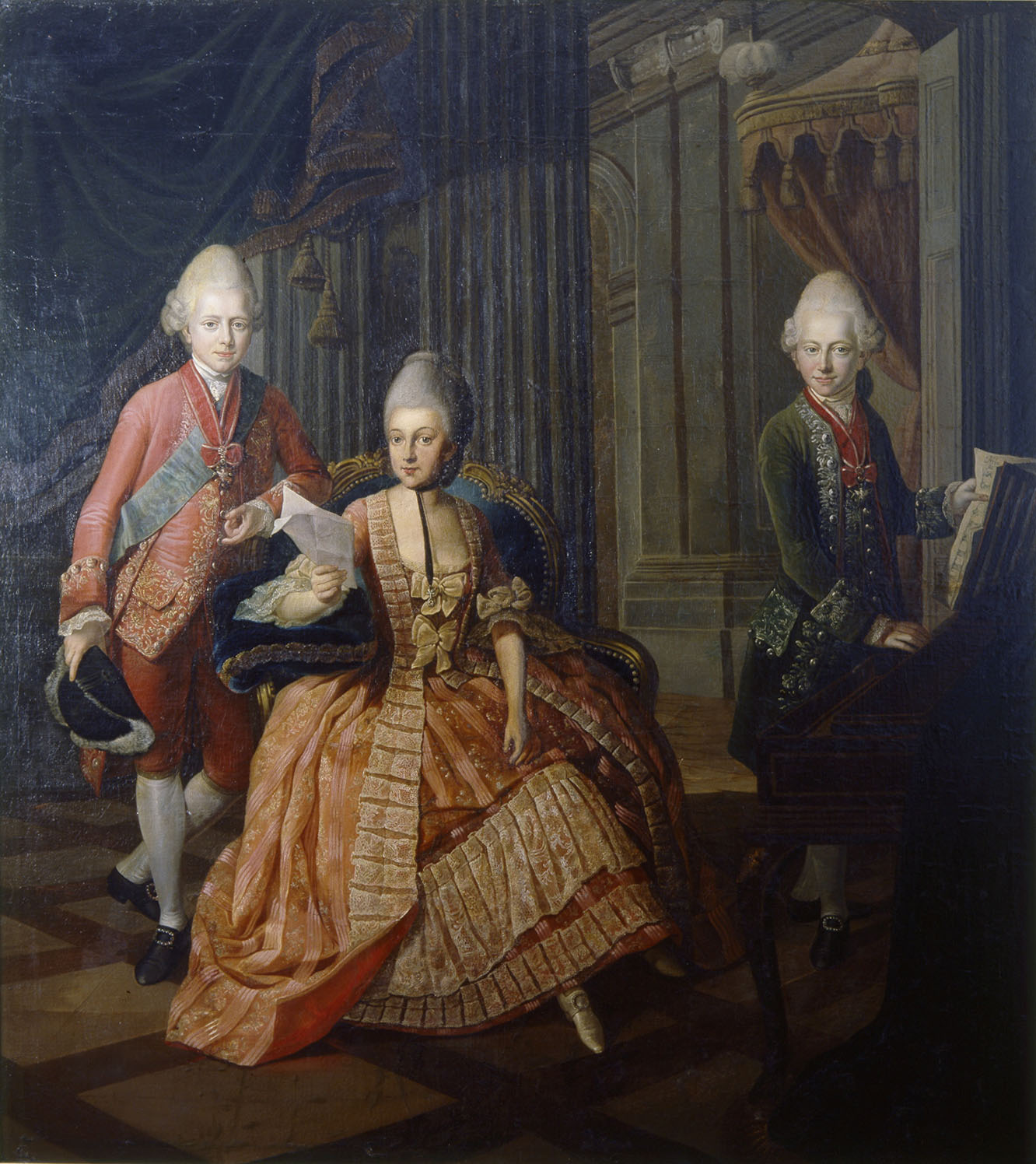
Anna Amalia, Herzogin von Sachsen-Weimar-Eisenach, Erbprinz Karl August und Prinz Friedrich Ferdinand Konstantin
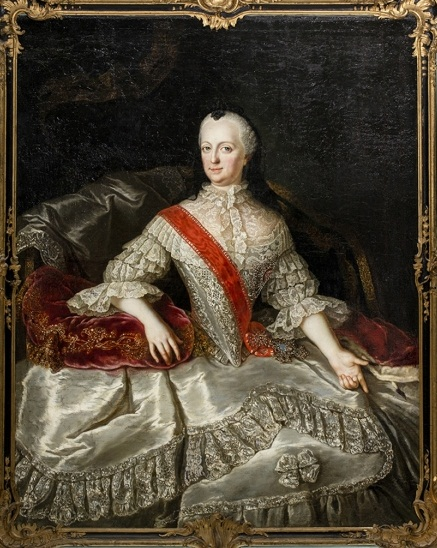
Johanna Elisabeth von Schleswig-Holstein-Gottorf, spätere Fürstin von Anhalt-Zerbst
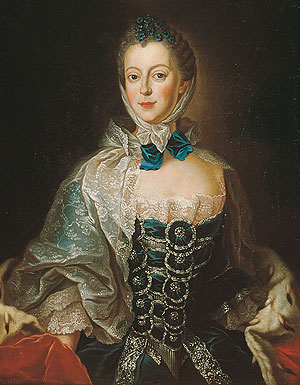
Elisabeth Friederike Sophie von Brandenburg-Bayreuth

## Einzelnachweis
1. ↑  Bärbel Kovalevski: „Es ist […] eine Ehre, sich auf dem Niveau der großen Künstler zu sehen […]“. Malerinnen der Familie Lisiewsky. In Helmut Börsch-Supan, Wolfgang Savelsberg (Hrsg.): Christoph Friedrich Reinhold Lisiewski (1724-1795), Deutscher Kunstverlag, Berlin, München 2010, ISBN 978-3-422-07036-3, S. 95, belegt den Namen mit dem Taufregister von St. Nikolai in Berlin und weist darauf hin, dass Barbara Rosina selbst stets mit Rosina signierte.

| Personendaten    | Personendaten                                                                    |
| ---------------- | -------------------------------------------------------------------------------- |
| NAME             | Gasc, Anna Rosina de                                                             |
| ALTERNATIVNAMEN  | Lisiewska, Anna Rosina (Geburtsname); Matthieu, Anna Rosina (Ehename, erste Ehe) |
| KURZBESCHREIBUNG | deutsche Porträtmalerin                                                          |
| GEBURTSDATUM     | 10. Juli 1713                                                                    |
| GEBURTSORT       | Berlin                                                                           |
| STERBEDATUM      | 26. März 1783                                                                    |
| STERBEORT        | Dresden                                                                          |